# Нородом Мари
Нородо́м Мари́ (кхмер. នរោត្តម ម៉ារី; урожденная Энг; 21 декабря 1948) — камбоджийская принцесса, первая жена премьер-министра Камбоджи принца Нородома Ранарита, первая леди Камбоджи с 1993 по 1997 год. Председатель национального общества Красного Креста в Камбодже (1994—1998), покинула эту должность вскоре после отстранения от власти её мужа в результате государственного переворота, организованного Хун Сеном. Член партии ФУНСИНПЕК (1993—2014).